# Pseudopythina compressa
Pseudopythina compressa är en musselart. Pseudopythina compressa ingår i släktet Pseudopythina och familjen Lasaeidae. Inga underarter finns listade i Catalogue of Life.